# آرثر راي (سياسي)
آرثر راي هو سياسي كندي، ولد في 13 سبتمبر 1906 في بورت كولبورن في كندا، وتوفي في 1 ديسمبر 1993. نشط حزبياً في حزب الائتمان الاجتماعي في ألبرتا ‏. وقد انتخب عضو الجمعية التشريعية في ألبرتا ‏.